# Junkers Ju 388
Junkers Ju 388 Störtebeker là một loại máy bay chiến đấu đa năng của Không quân Đức trong Chiến tranh thế giới II, thiết kế của Ju 338 dựa trên Ju 88 giống cách của Ju 188. Ju 388 khác với mẫu máy bay trước nó, Ju 388 dùng cho các chiến dịch tầng cao, thiết kế nổi bật là buồng lái điều áp cho kíp lái. Ju 388 được đưa vào biên chế cuối cuộc chiến, các vấn đề sản xuất cùng với việc cuộc chiến dần đến hồi kết có nghĩa là chỉ có vài chục chiếc được chế tạo.

## Biến thể
Ju 388J
Tiêm kích hạng nặng/tiêm kích bay đêm.
Ju 388K
Máy bay ném bom tầng cao.
Ju 388L
Máy bay trinh sát không ảnh.
Ju 388M
Mẫu máy bay ném bom thả ngư lôi đề xuất dựa trên Ju 388K.
'145'
Một chiếc Ju 388L được sửa đổi.

## Quốc gia sử dụng
Nazi Germany
- Luftwaffe

 Empire of Japan

## Tính năng kỹ chiến thuật (Ju 388J)

### Đặc điểm riêng
- Tổ lái: 3
- Chiều dài: 16,29 m (53 ft 5 in)
- Sải cánh: 22,00 m (72 ft 2 in)
- Chiều cao: 4,35 m (14 ft 3 in)
- Diện tích cánh: 56,00 m² (602,77 ft²)
- Trọng lượng rỗng: 10.400 kg (22.928 lb)
- Trọng lượng cất cánh tối đa: 14.675 kg (32.352 lb)
- Động cơ: 2 × BMW 801J, 1.350 kW (1.810 hp) mỗi chiếc

### Hiệu suất bay
- Vận tốc cực đại: 616 km/h
- Vận tốc hành trình: 540 km/h (335 mph)
- Trần bay: 13.440 m (44.095 ft)
- Vận tốc lên cao: 378 m/phút (1.240 ft/phút)

### Vũ khí
- 2 khẩu pháo MG 151/20 20 mm
- 2 khẩu pháo MK 103 hoặc MK 108 30 mm
- 2 khẩu súng máy MG 131 13 mm (.51 in)